# Vlajka Ťumeňské oblasti

Vlajka Ťumeňské oblasti
Poměr stran: 2:3

Vlajka Ťumeňské oblasti, jedné z oblastí Ruské federace, je tvořena listem o poměru stran 2:3 se třemi vodorovnými pruhy – bílým, tmavě modrým a zeleným. Do jedné třetiny délky vlajky sahá od žerdi červený, rovnoramenný klín. Uprostřed modrého pruhu jsou tři stylizované, žluté koruny ve tvaru národního ornamentu – parohů soba polárního (Rangifer tarandus).
Bílá barva vlajky symbolizuje sníh, Ťumeňská oblast je jím pokryta 7–9 měsíců v roce, modrá symbolizuje oblast jako kraj řek a jezer a zelená je barvou lesů a polí. Modrá a bílá barva jsou barvami pravoslaví, zelená a bílá islámu a bílá, modrá a červená symbolizují náboženství menšinových národností. Tři koruny odkazují na tři subjekty oblasti: Ťumeňské oblasti, Chantymansijského autonomního okruhu – Jugry a Jamalo-něneckého autonomního okruhu.

## Historie
Ťumeňská oblast vznikla 14. srpna 1944. V sovětské éře oblast neužívala žádnou vlajku. V roce 1994 či 1995 byla vypsána soutěž na design oblastní vlajky, do které přišlo 85 návrhů. Základem vlajky se stal návrh A. V. Něskorova, S. A. Zdanovského a B. A. Tregubova. 11. května 1995 přijala (usnesením č. 178) Duma Ťumeňské oblasti zákon č. 4 „O znaku a vlajce Ťumeňské oblasti”. 24. května tento zákon podepsal gubernátor Leonid Julianovič Rokeckij.
Drobná změna vlajky byla zřejmě uskutečněna v roce 2008. Na rozdíl od současné vlajky byla na původní vlajce první ze tří stylizovaných korunek (ta nejblíže žerdi) stříbrná, se širokým žlutým lemem. To však není zcela jisté, vlajka v dnešní podobě (tři zlaté korunky) se v televizi objevila již v roce 1996.

Vlajka Ťumeňské oblasti (1995–2008) Poměr stran: 2:3

## Vlajky okruhů a rajónů Ťumeňské oblasti
Ťumeňská oblast se člení na 6 městských okruhů a 20 rajónů. Součástí Ťumeňské oblasti jsou také dva autonomní okruhy: Chantymansijský autonomní okruh – Jugra a Jamalo-něnecký autonomní okruh. Oba autonomní okruhy, stejně jako všechny městské okruhy a rajóny užívají své vlajky. Na obou vlajkách autonomních okruhů je podobný symbol, jako na vlajce Ťumeňské oblasti.
Autonomní okruhy

Vlajka Chantymansijského autonomního okruhu – Jugry Poměr stran: 1:2
Vlajka Jamalo-něneckého autonomního okruhu Poměr stran: 2:3

Městské okruhy

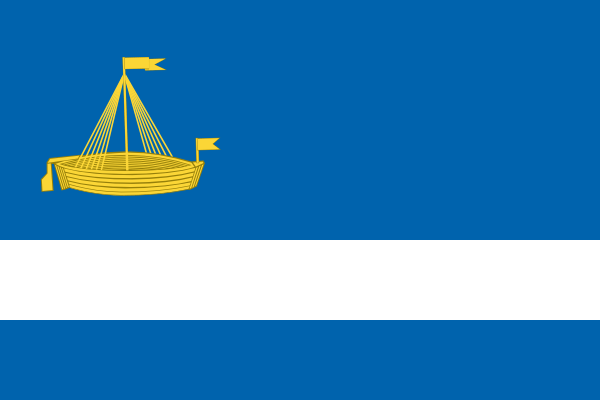
Ťumeň Poměr stran: 2:3
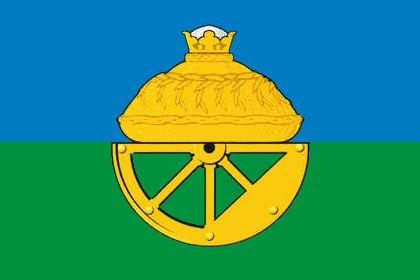
Golyšmanovský okruh Poměr stran: 2:3
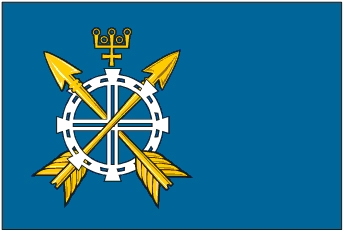
Zavodoukovsk Poměr stran: 2:3
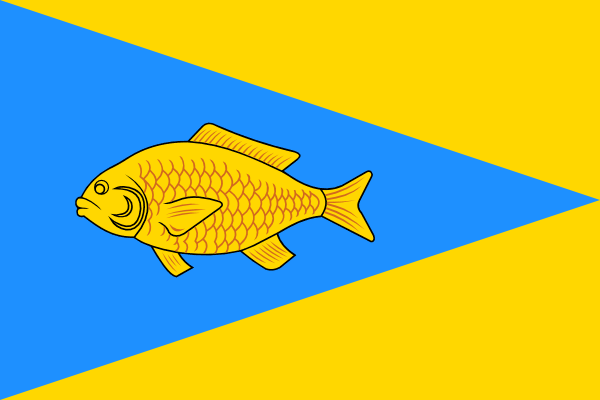
Išim Poměr stran: 2:3
Tobolsk Poměr stran: 2:3
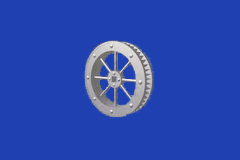
Jalutorovsk Poměr stran: 2:3

Rajóny

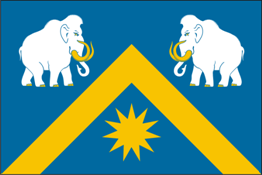
Abatský rajón Poměr stran: 2:3
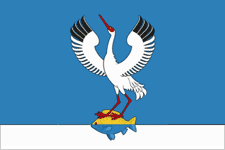
Armizonský rajón Poměr stran: 2:3
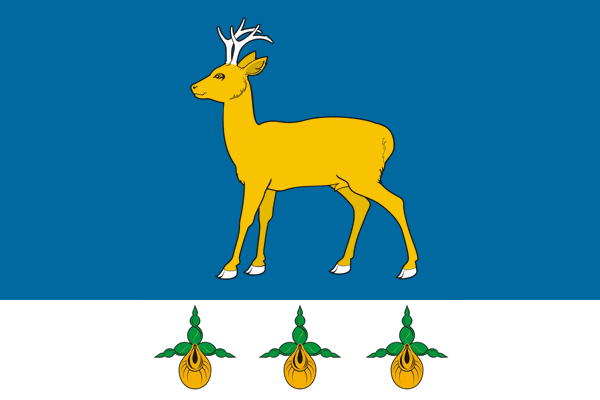
Aromaševský rajón Poměr stran: 2:3
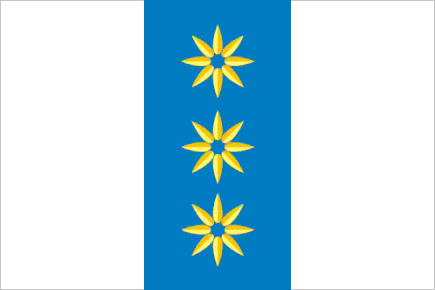
Berdjužský rajón Poměr stran: 2:3
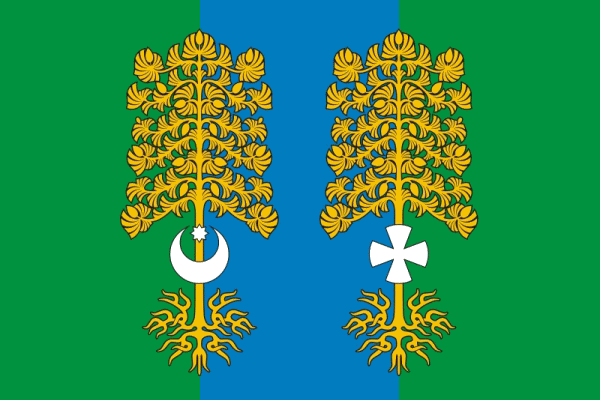
Vagajský rajón Poměr stran: 2:3
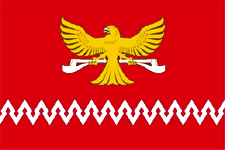
Vikulovský rajón Poměr stran: 2:3
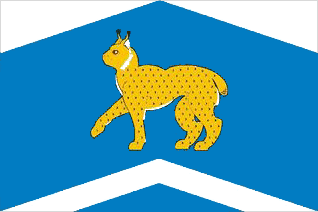
Isetský rajón Poměr stran: 2:3
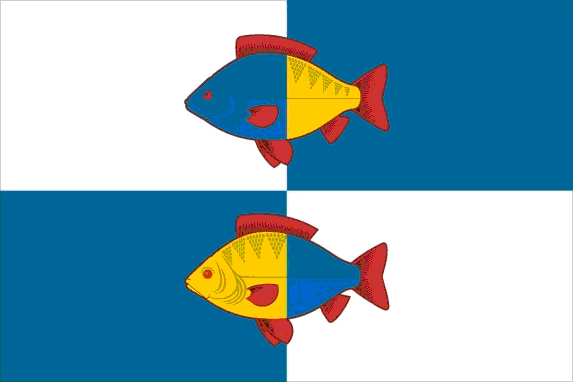
Išimský rajón Poměr stran: 2:3
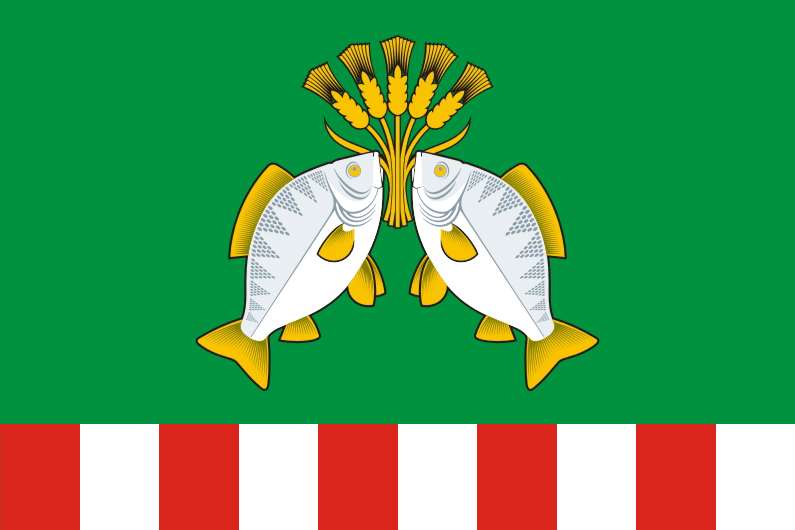
Kazanský rajón Poměr stran: 2:3
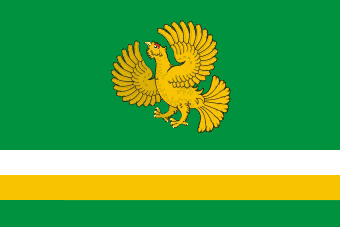
Nižnětavdinský rajón Poměr stran: 2:3
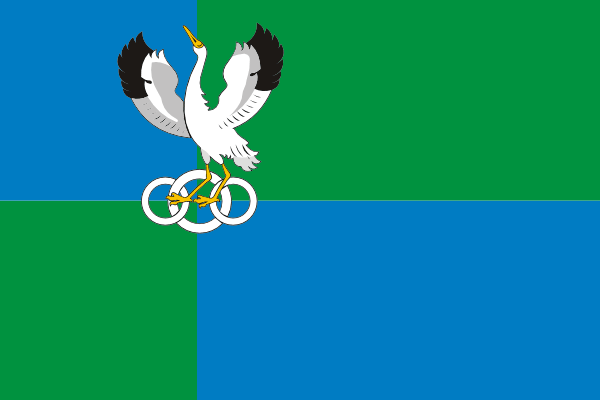
Omutinský rajón Poměr stran: 2:3
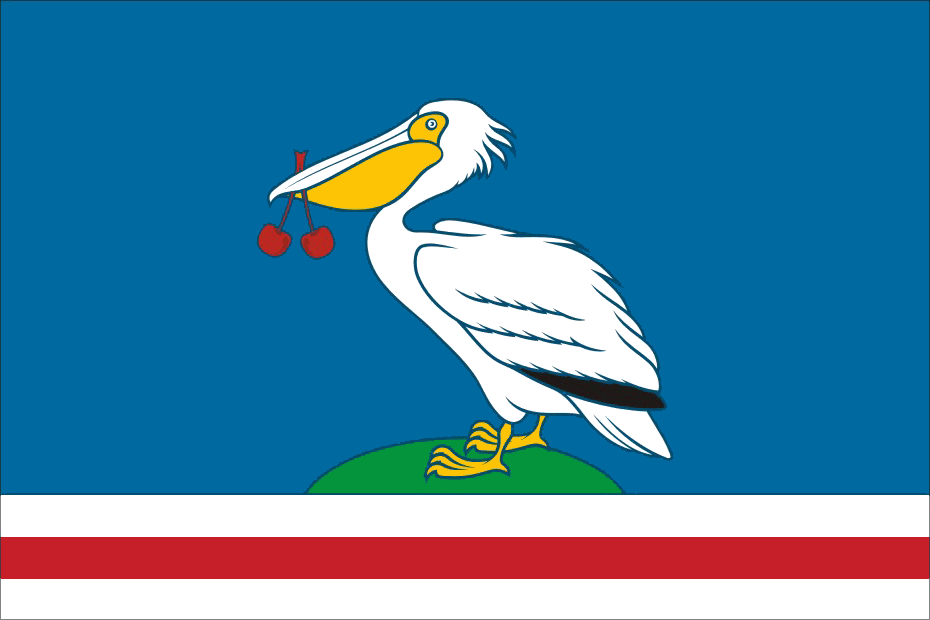
Sladkovský rajón Poměr stran: 2:3
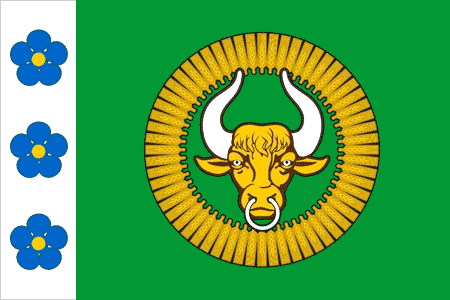
Sorokinský rajón Poměr stran: 2:3
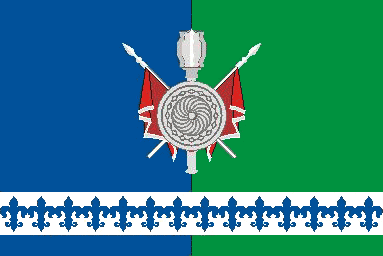
Tobolský rajón Poměr stran: 2:3
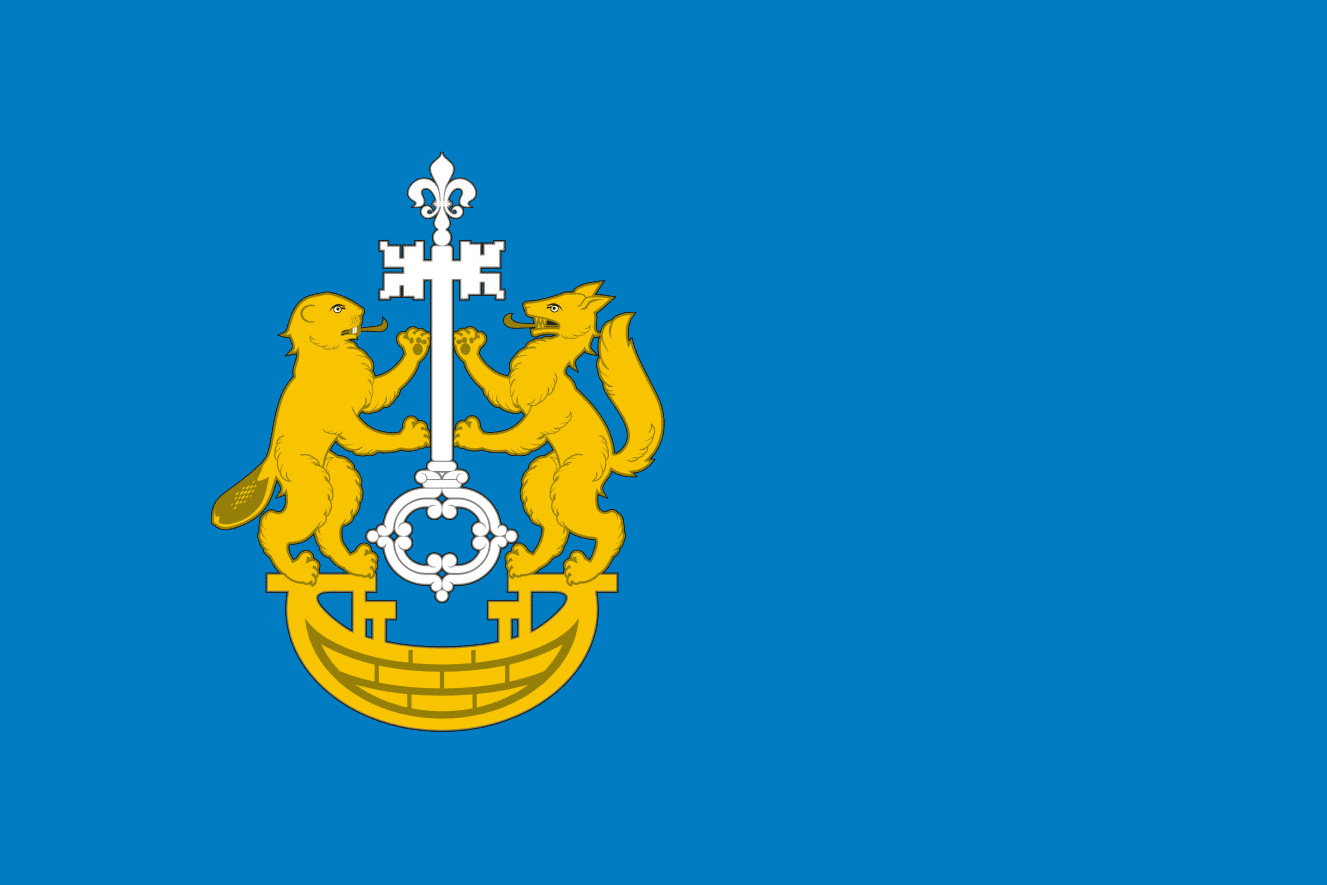
Ťumeňský rajón Poměr stran: 2:3
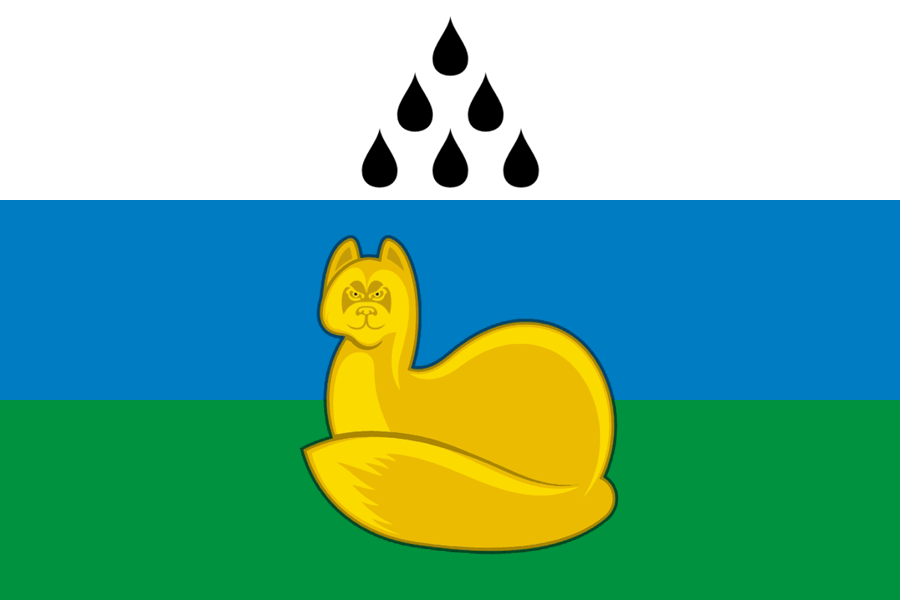
Uvatský rajón Poměr stran: 2:3
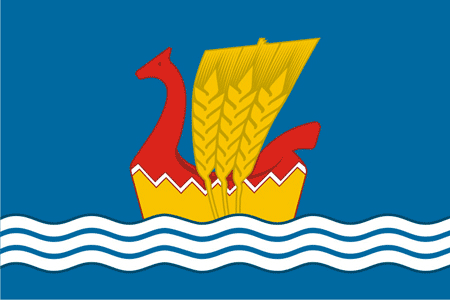
Uporovský rajón Poměr stran: 2:3
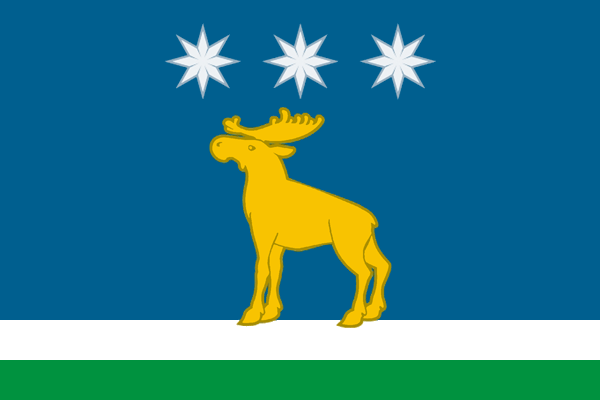
Jugrinský rajón Poměr stran: 2:3
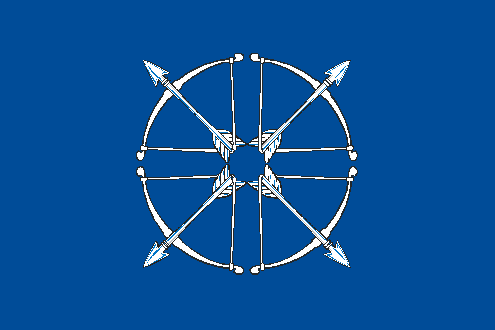
Jalutorovský rajón Poměr stran: 2:3
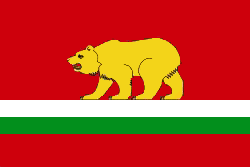
Jarkovský rajón Poměr stran: 2:3